# Парни генератор у нуклеарним електранама
Парни генератор је уређај за размену топлоте. Користи се за конверзију воде у пару уз помоћ топлоте произведене у језгру нуклеарног реактора. Налази се између примарног и секундарног прстена у реакторима са водом под притиском.
У комерцијалним нуклеарним електранама, парни генератор може да буде тежак и до 800 тона. Сваки парни генерагор може да садржи од 3 000 до 16 000 цеви.
У примарном прстену електране, вода за хлађење је пумпама доведена до парног генератора. Вода се налази под високим притиском и на великој температури и омогућава да дође до кључања воде секундарног прстена. Пара која се произведе помоћу узвирања воде секундарног прстена, касније покреће турбину која омогућава проиводњу елекктирчне енергије.
Пара касније кондензује помоћу хладне воде из терцијалног прстена. Добијена вода се затим враћа у парни генератор како би се опет угрејала до узвирања. Вода терцијалног прстена циркулише у високом торњу где ослобађа непотребну топлоту и потом се враћа да омогући поновну кондензацију паре. Терцијални прстена може да се реализује помоћу река, језера и океана. 
Предност овако монтиране електране је што не долази до преноса радиоактивности из језгра реактора скроз до турбина и генератора, с обзиром да су сви прстени са водом одвојени од себе.
У осталим типовима реактора, као што је рецимо КАНДУ дизајн, у примарном прстену циркулише тешка вода, али такође користе парни генератор за стварање паре.
Реактори, са водом која кључа директно у језгру реактора, не користе парни генератор, пошто се пара производи у танковима под притиском.

## Врсте парних генератора
Вестингхаус је дизајнирао парни генератор са вертикални цевима заједно са обрнутим цевима за пводу примарног прстена. Канада, Јапан, Француска и Немачка такође користе овај вертикални систем парних генератора за реакторе са водом под притиском.
Руски ВВЕР реактори, за разлику од претходних, користе хоризонатални парни генератор, у коме су цеви поређане хоризонтално. Електране произведене од стране Бабкок и Вилкокс користе мање генераторе од осталих. 
Показало се да су успешнији вертикални парни генератори у поређењу са хоризонталним.